# 루셰 정리
복소해석학에서 루셰 정리(-定理, 영어: Rouché's theorem)는 두 정칙 함수의 영점의 수가 같을 충분 조건을 제시하는 정리이다.

## 정의
연결 열린집합 {\displaystyle D\subseteq \mathbb {C} } 속의 길이를 갖는 널호모토픽 단순 닫힌곡선 {\displaystyle \gamma \colon [0,1]\to D}가 주어졌고, 두 정칙 함수 {\displaystyle f,g\colon D\to \mathbb {C} }가 임의의 {\displaystyle z\in \operatorname {im} \gamma }에 대하여
{\displaystyle |g(z)|<|f(z)|}
를 만족시킨다고 하자. 루셰 정리에 따르면, {\displaystyle \operatorname {im} \gamma }의 내부에서 {\displaystyle f}와 {\displaystyle f+g}의 영점의 (중복도를 고려한) 개수는 같다.

## 증명

### 증명1
우선, 가정에 의하여 {\displaystyle f}와 {\displaystyle f+g}는 {\displaystyle \operatorname {im} \gamma } 위에서 영점을 갖지 않는다. 이제 다음과 같은 유리형 함수 {\displaystyle h\colon D\to \mathbb {C} }를 정의하자.
{\displaystyle h(z)=1+{\frac {g(z)}{f(z)}}\qquad \forall z\in D}
그렇다면, 임의의 {\displaystyle z\in \operatorname {im} \gamma }에 대하여,
{\displaystyle \left|h(z)-1\right|<1}
이며, {\displaystyle h}는 {\displaystyle \operatorname {im} \gamma } 위에서 영점이나 극점을 갖지 않는다. 이제 {\displaystyle \operatorname {im} \gamma }의 내부에서 {\displaystyle f}와 {\displaystyle f+g}의 영점의 (중복도를 고려한) 개수를 {\displaystyle N(\gamma ,f)}와 {\displaystyle N(\gamma ,f+g)}라고 하자. 그렇다면, 편각 원리에 의하여
{\displaystyle N(\gamma ,f+g)-N(\gamma ,f)={\frac {1}{2\pi i}}\int _{\gamma }\left({\frac {f'(z)+g'(z)}{f(z)+g(z)}}-{\frac {f'(z)}{f(z)}}\right)\mathrm {d} z={\frac {1}{2\pi i}}\int _{\gamma }{\frac {h'(z)}{h(z)}}\mathrm {d} z={\frac {1}{2\pi i}}\int _{h\circ \gamma }{\frac {\mathrm {d} w}{w}}=0}
이다.

### 증명2
우선, 가정에 의하여, 임의의 {\displaystyle t\in [0,1]} 및 {\displaystyle z\in \operatorname {im} \gamma }에 대하여,
{\displaystyle f(z)+tg(z)\neq 0}
이다. 편각 원리에 의하여, 연속 함수
{\displaystyle \varphi \colon [0,1]\to \mathbb {Z} }
{\displaystyle \varphi (t)={\frac {1}{2\pi i}}\int _{\gamma }{\frac {f'(z)+tg'(z)}{f(z)+tg(z)}}\mathrm {d} z\qquad \forall t\in [0,1]}
의 상은 항상 정수이다. 즉, {\displaystyle \varphi }는 상수 함수이며, 특히
{\displaystyle N(\gamma ,f)=\varphi (0)=\varphi (1)=N(\gamma ,f+g)}
이다.

## 예
방정식
{\displaystyle z^{7}-4z^{3}+z-1=0}
이 원
{\displaystyle |z|=1}
의 내부에서 몇 개의 해를 갖는지 구해보자. 다음과 같은 함수 {\displaystyle f,g\colon \mathbb {C} \to \mathbb {C} }를 정의하자.
{\displaystyle f(z)=4z^{3}\qquad \forall z\in \mathbb {C} }
{\displaystyle g(z)=z^{7}+z-1\qquad \forall z\in \mathbb {C} }
그렇다면 {\displaystyle f,g}는 정칙 함수이다. 또한, 삼각 부등식에 의하여 만약 {\displaystyle |z|=1}이라면
{\displaystyle |g(z)|\leq 3<4=|f(z)|}
이다. {\displaystyle f}는 {\displaystyle |z|<1}에서 3개의 영점을 가지므로, {\displaystyle f+g} 역시 {\displaystyle |z|<1}에서 3개의 영점을 갖는다.

## 따름정리
루셰의 정리를 이용하면 대수학의 기본 정리와 열린 사상 정리, 후르비츠 정리를 쉽게 증명할 수 있다.

### 대수학의 기본 정리
루셰의 정리를 이용하여 간단히 대수학의 기본 정리를 증명해 보자. 임의의 n차 다항식에서 n차 항과 n-1차 이하 항을 각각 f, g로 잡자. 그러면 z의 크기를 무한대로 보낼 때 |g/f|→0 이므로, |z| = R로 둘러싸인 영역이 g의 영점을 포함하고 이 경계에서 |g| < |f|를 만족하도록 항상 적당한 R을 잡을 수 있다. 그러면 |z| = R 안에서 f는 n개의 해를 가지므로, 루셰의 정리에 의해 f+g 역시 n개의 해를 가지게 된다.

## 역사
프랑스 수학자 외젠 루셰(프랑스어: Eugène Rouché)의 이름이 붙어 있다.

## 참고 문헌
- 강승필, 《해설 복소함수론》, 경문사, 2007
- Elias M. Stein, Rami Shakarchi (2003), Complex Analysis, Princeton University Press, ISBN 0-691-11385-8